# Bahnstrecke La Oroya–Cerro de Pasco
| Bahnhof La Oroya |                      |                                    |                                    |
| Streckenlänge: | 223 km               |                                    |                                    |
| Spurweite: | 1435 mm (Normalspur) |                                    |                                    |
| Maximale Neigung: | 25 ‰                 |                                    |                                    |
| Minimaler Radius: | 110 m                |                                    |                                    |
| Zweigleisigkeit: | nein                 |                                    |                                    |
| |                      |                                    |                                    |
| \| \| \| Bahnstrecke La Oroya–Huancavelica \| \| \| \| \| La Oroya Central \| \| \| \| \| Bahnstrecke Lima–La Oroya \| \| \| \| \| Yauli \| \| \| \| 0,0 \| La Oroya \| 3740 m \| \| \| 2.0 \| Arbolitos \| Arbolitos \| \| \| 3,2 \| Mayupampa \| Mayupampa \| \| \| 4,2 \| Shinca \| Shinca \| \| \| \| Río Mantaro \| (76 m) \| \| \| 6,0 \| Pacca \| Pacca \| \| \| 7,4 0,0 \| Vado \| Vado \| \| \| \| \| \| \| \| 90 \| Santo Domingo \| Santo Domingo \| \| \| 100 \| Malpaso \| Malpaso \| \| \| 11,0 \| Untere Spitzkehre Zig Zag \| Untere Spitzkehre Zig Zag \| \| \| 12,4 \| Obere Spitzkehre Zig Zag \| Obere Spitzkehre Zig Zag \| \| \| 14,0 \| Casaracra \| Casaracra \| \| \| 20,0 \| Vegas[Anm. 1] \| 3946 m \| \| \| \| \| \| \| \| \| Anschluss Cemento Andino \| \| \| \| 26,4 \| Caripa \| Caripa \| \| \| 31,0 \| Tishgo \| Tishgo \| \| \| 37,8 \| La Cima \| 4213 m \| \| \| 47,4 \| Victoria \| Victoria \| \| \| 54,8 \| Junin \| 4131 m \| \| \| 67,4 \| Uco \| Uco \| \| \| 74,4 \| Huayre \| Huayre \| \| \| 83,6 \| Carhuamayo \| 4135 m \| \| \| 93,4 \| Tambo del Sol \| 4251 m \| \| \| \| Bahnstrecke Tambo del Sol–Pucallpa \| \| \| \| \| Ninacaca \| \| \| \| 106,6 0 \| Shelby \| Shelby \| \| \| \| \| \| \| \| \| \| \| \| \| \| \| \| \| \| \| Huaraucaca \| \| \| \| \| Racracancha \| \| \| \| \| Francois \| 4580 m \| \| \| 108,2 0 \| Ricrán \| Ricrán \| \| \| \| Rio Blanco \| \| \| \| \| Casa Laguna \| \| \| \| \| Punrun-See \| \| \| \| \| Pier \| \| \| \| 32 \| Mina Ragra \| Mina Ragra \| \| \| 111,4 \| Unish \| Unish \| \| \| 116,2 \| Fernandini \| Fernandini \| \| \| 118,5 \| La Fundicíon \| 4270 m \| \| \| 123,4 0,0 \| Vista Alegre \| 4328 m \| \| \| \| \| \| \| \| 124,4 \| Calera \| Calera \| \| \| 130,4 \| Sibille \| Sibille \| \| \| 131,4 \| Bahnbetriebswerk \| Bahnbetriebswerk \| \| \| 132,4 \| Cerro de Pasco \| 4330 m \| \| \| 9 \| Yurahuanca \| 4208 m \| \| \| 12 \| Rancas \| Rancas \| \| \| 14 \| Vinchuscancha \| Vinchuscancha \| \| \| 15,5 \| Paria \| 4220 m \| \| \| 23,4 0,0 \| Alcacocha \| 4383 m \| \| \| \| \| \| \| \| 31,8 \| Tusi \| 4229 m \| \| \| 38,4 \| Pucará[Anm. 2] \| 4168 m \| \| \| 40,6 \| Loma[Anm. 3] \| Loma[Anm. 3] \| \| \| 42,0 \| Goyllarisquisga \| Goyllarisquisga \| \| \| 58,1 \| Quishuancancha[Anm. 4] 4213 m \| Quishuancancha[Anm. 4] 4213 m \| \| \| \| \| \| \| Quellen: [1] \| \| \| \| |                      |                                    |                                    |
| Strecke |                      | Bahnstrecke La Oroya–Huancavelica  | Bahnstrecke La Oroya–Huancavelica  |
| Bahnhof |                      | La Oroya Central                   | La Oroya Central                   |
| Abzweig geradeaus und nach links |                      | Bahnstrecke Lima–La Oroya          | Bahnstrecke Lima–La Oroya          |
| Brücke über Wasserlauf |                      | Yauli                              | Yauli                              |
| Bahnhof | 0,0                  | La Oroya                           | 3740 m                             |
| ehemaliger Haltepunkt / Haltestelle | 2.0                  | Arbolitos                          | Arbolitos                          |
| ehemaliger Haltepunkt / Haltestelle | 3,2                  | Mayupampa                          | Mayupampa                          |
| Bahnhof | 4,2                  | Shinca                             | Shinca                             |
| Brücke über Wasserlauf |                      | Río Mantaro                        | (76 m)                             |
| ehemaliger Haltepunkt / Haltestelle | 6,0                  | Pacca                              | Pacca                              |
| Bahnhof | 7,4 0,0              | Vado                               | Vado                               |
| Abzweig geradeaus und nach links · Strecke von rechts |                      |                                    |                                    |
| Strecke · Bahnhof | 90                   | Santo Domingo                      | Santo Domingo                      |
| Strecke · Kopfbahnhof Streckenende | 100                  | Malpaso                            | Malpaso                            |
| | 11,0                 | Untere Spitzkehre Zig Zag          | Untere Spitzkehre Zig Zag          |
| | 12,4                 | Obere Spitzkehre Zig Zag           | Obere Spitzkehre Zig Zag           |
| Bahnhof | 14,0                 | Casaracra                          | Casaracra                          |
| Bahnhof | 20,0                 | Vegas                              | 3946 m                             |
| Strecke von links · Abzweig geradeaus und nach rechts |                      |                                    |                                    |
| Betriebs-/Güterbahnhof Streckenende · Strecke |                      | Anschluss Cemento Andino           | Anschluss Cemento Andino           |
| Bahnhof | 26,4                 | Caripa                             | Caripa                             |
| Bahnhof | 31,0                 | Tishgo                             | Tishgo                             |
| Bahnhof | 37,8                 | La Cima                            | 4213 m                             |
| Bahnhof | 47,4                 | Victoria                           | Victoria                           |
| Bahnhof | 54,8                 | Junin                              | 4131 m                             |
| Bahnhof | 67,4                 | Uco                                | Uco                                |
| Bahnhof | 74,4                 | Huayre                             | Huayre                             |
| Bahnhof | 83,6                 | Carhuamayo                         | 4135 m                             |
| Bahnhof | 93,4                 | Tambo del Sol                      | 4251 m                             |
| Abzweig geradeaus und ehemals nach rechts |                      | Bahnstrecke Tambo del Sol–Pucallpa | Bahnstrecke Tambo del Sol–Pucallpa |
| Bahnhof |                      | Ninacaca                           | Ninacaca                           |
| Bahnhof · Betriebs-/Güterbahnhof Streckenanfang (Strecke außer Betrieb) | 106,6 0              | Shelby                             | Shelby                             |
| Abzweig geradeaus und nach links · Abzweig ehemals geradeaus und von rechts |                      |                                    |                                    |
| Strecke |                      |                                    |                                    |
| Strecke |                      |                                    |                                    |
| Strecke · Betriebs-/Güterbahnhof Strecke ab hier außer Betrieb |                      | Huaraucaca                         | Huaraucaca                         |
| Strecke · Dienststation / Betriebs- oder Güterbahnhof (Strecke außer Betrieb) |                      | Racracancha                        | Racracancha                        |
| Strecke · Betriebs-/Güterbahnhof Streckenende (Strecke außer Betrieb) |                      | Francois                           | 4580 m                             |
| Bahnhof · Betriebs-/Güterbahnhof Streckenanfang (Strecke außer Betrieb) | 108,2 0              | Ricrán                             | Ricrán                             |
| Strecke · Dienststation / Betriebs- oder Güterbahnhof (Strecke außer Betrieb) |                      | Rio Blanco                         | Rio Blanco                         |
| Strecke · Dienststation / Betriebs- oder Güterbahnhof (Strecke außer Betrieb) |                      | Casa Laguna                        | Casa Laguna                        |
| Strecke · Eisenbahnfähre (Bahntransport eingestellt) |                      | Punrun-See                         | Punrun-See                         |
| Strecke · Dienststation / Betriebs- oder Güterbahnhof (Strecke außer Betrieb) |                      | Pier                               | Pier                               |
| Strecke · Betriebs-/Güterbahnhof Streckenende (Strecke außer Betrieb) | 32                   | Mina Ragra                         | Mina Ragra                         |
| Bahnhof | 111,4                | Unish                              | Unish                              |
| Bahnhof | 116,2                | Fernandini                         | Fernandini                         |
| Bahnhof | 118,5                | La Fundicíon                       | 4270 m                             |
| Bahnhof | 123,4 0,0            | Vista Alegre                       | 4328 m                             |
| Strecke von links · Abzweig ehemals geradeaus und nach rechts |                      |                                    |                                    |
| ehemaliger Haltepunkt / Haltestelle · Strecke (außer Betrieb) | 124,4                | Calera                             | Calera                             |
| ehemaliger Haltepunkt / Haltestelle · Strecke (außer Betrieb) | 130,4                | Sibille                            | Sibille                            |
| Dienststation / Betriebs- oder Güterbahnhof · Strecke (außer Betrieb) | 131,4                | Bahnbetriebswerk                   | Bahnbetriebswerk                   |
| Kopfbahnhof Streckenende · Strecke (außer Betrieb) | 132,4                | Cerro de Pasco                     | 4330 m                             |
| Bahnhof (Strecke außer Betrieb) | 9                    | Yurahuanca                         | 4208 m                             |
| Bahnhof (Strecke außer Betrieb) | 12                   | Rancas                             | Rancas                             |
| Bahnhof (Strecke außer Betrieb) | 14                   | Vinchuscancha                      | Vinchuscancha                      |
| Bahnhof (Strecke außer Betrieb) | 15,5                 | Paria                              | 4220 m                             |
| Bahnhof (Strecke außer Betrieb) | 23,4 0,0             | Alcacocha                          | 4383 m                             |
| Abzweig geradeaus und nach links (Strecke außer Betrieb) · Strecke von rechts (außer Betrieb) |                      |                                    |                                    |
| Haltepunkt / Haltestelle (Strecke außer Betrieb) · Strecke (außer Betrieb) | 31,8                 | Tusi                               | 4229 m                             |
| Haltepunkt / Haltestelle (Strecke außer Betrieb) · Strecke (außer Betrieb) | 38,4                 | Pucará                             | 4168 m                             |
| Haltepunkt / Haltestelle (Strecke außer Betrieb) · Strecke (außer Betrieb) | 40,6                 | Loma                               | Loma                               |
| Kopfbahnhof Streckenende (Strecke außer Betrieb) · Strecke (außer Betrieb) | 42,0                 | Goyllarisquisga                    | Goyllarisquisga                    |
| Betriebs-/Güterbahnhof Streckenende (Strecke außer Betrieb) | 58,1                 | Quishuancancha 4213 m              | Quishuancancha 4213 m              |
| |                      |                                    |                                    |
| Quellen: |                      |                                    |                                    |

Die Bahnstrecke La Oroya–Cerro de Pasco (Ferrocarril de Cerro de Pasco) ist eine normalspurige Bahnstrecke im Hochland von Peru und wurde zeitweise durch eine eigene Eisenbahngesellschaft betrieben.

## Geografie
Die Strecke verläuft in der Altiplano, der Ebene zwischen der westlichen Kordillere der Anden und der östlich nächstfolgenden Kette. Dadurch sind – im Gegensatz zur Bahnstrecke Lima–La Oroya – keine aufwändigen Kunstbauten und nur wenige starke Steigungen erforderlich. Die Strecke weist keinen einzigen Tunnel auf. Der Ausgangsbahnhof von La Oroya liegt auf einer Höhe von 3740 m, der Scheitelpunkt der Strecke lag beim Bahnhof Alcacocha mit 4388 m. Die Strecke umgeht den Junín-See westlich. Da die Niederschlagsmenge im Altiplano nur gering ist, besitzt die Bahn nicht einmal Schneepflüge.

## Geschichte

Lokomotive 61 der Ferrocarril Cerro de Pasco

Grund für den Bau der Bahn waren die reichen Mineralvorkommen, vor allem Silber, im Gebiet von Cerro de Pasco. Der Erste, der das Projekt einer Eisenbahn nach Cerro de Pasco erwog, war wohl der frühe Eisenbahn-Pionier Richard Trevithick, der ab 1817 dampfgetriebene Entwässerungssysteme für die Bergwerke in Cerro de Pasco installierte, allerdings im Zuge der Unabhängigkeit Perus von Spanien 1820/1824 enteignet wurde und das Land verließ.
Erst zusammen mit dem Projekt einer Bahnstrecke Lima–La Oroya wurde die Bahnverbindung nach Cerro de Pascot seit den 1860er Jahren wieder diskutiert. Die Bahnstrecke Lima–La Oroya erreichte La Oroya allerdings erst 1893. Aber bereits 1867 wurde die Ferrocarril de Cerro de Pasco mit einem Kapital von 650.000 £ und einer durch die peruanische Regierung garantierten Verzinsung von 7 % gegründet. Sie errichtete eine 11 km lange Bahnstrecke in der Spurweite von 1067 mm (Kapspur) zwischen einem Bergwerk und der Verhüttungsanlage in Cerro de Pasco.
1877 sicherte sich Henry Meiggs, der Generalunternehmer für den Bau der Bahnstrecke Lima–La Oroya, die Konzession zum Bau der Bahn zwischen La Oroya und Cerro de Pasco. Er verstarb aber noch im gleichen Jahr und seine Erben übertrugen eine Reihe seiner Rechte und Verpflichtungen – auch hinsichtlich des Baus der Bahn nach Cerro de Pasco, 1878 auf eine dafür gegründete Compañia del Ferrocarril de la Oroya y Mineral de Pasco. Der Ausbruch des Salpeterkriegs (1879–1884), die peruanische Niederlage in dieser Auseinandersetzung mit Chile und der folgende faktische Staatsbankrott des Landes führten für mehr als zehn Jahre zum Stillstand des gesamten Bahnbaus. Nachdem der Staat alle seine Eisenbahnen auf die Peruvian Corporation übertragen hatte, gründete diese 1890 zusammen mit der Compañia del Ferrocarril de la Oroya y Mineral de Pasco und weiteren Interessierten die Ferrocarril de Cerro de Pasco mit dem Ziel, den Bahnbau in Richtung Cerro de Pasco fortzusetzen, sobald die von Lima vorangetriebene Strecke La Oroya erreicht hätte. Als es so weit war, geschah allerdings zunächst nichts.
1898 ergriff eine der größten Bergbauunternehmen, die in der Region tätig waren, Backus & Johnston, die Initiative zum Bau der Strecke, was aber seitens der Regierung 1899 abgelehnt wurde, die das Projekt ausschrieb, schließlich eine Konzession erteilte, die aber in der Folge noch mehrmals den Inhaber wechselte. 1903 begann schließlich der Bau der 132 km langen Strecke. Sie wurde in weniger als einem Jahr vollendet und am 16. Januar 1904 eröffnet.
1915 übernahm die Cerro de Pasco Copper Corporation die Bergwerke im Umfeld von Cerro de Pasco und auch die Bahn. Diese blieb aber bis 1961 eine separate Gesellschaft. Anschließend war sie Teil der Muttergesellschaft, quasi eine Werksbahn. Das führte dazu, dass sie bei der Verstaatlichung der Eisenbahnen zum 1. Januar 1973 nicht Teil der Empresa Nacional de Ferrocarriles (ENAFER) wurde. Die Cerro de Pasco Copper Corporation wurde aber insgesamt 1974 verstaatlicht. Bergwerksgesellschaft und Bahn firmierten nun unter der Bezeichnung Empresa Minera del Centro del Peru (Centromin Peru). Erst 1999 fusionierten Zentralbahn und Centromin Peru zur Ferrovías Central Andina S. A. (FCCA). Diese betreibt heute sowohl die Strecke La Oroya–Cerro de Pasco, als auch die anschließenden Strecken nach Lima und Huancayo.

## Infrastruktur
Nach anfänglicher Diskussion über die günstigste Spurweite wurde die Strecke schließlich in Normalspur und nach US-Konventionen gebaut. Auch die anschließende Strecke La Oroya–Lima ist in dieser Spurweite angelegt. Aufwändige Kunstbauten weist die Strecke nicht auf, besitzt allerdings eine Doppelspitzkehre mit der treffenden Betriebsstellenbezeichnung Zig Zag. Die maximale Steigung liegt bei 25 ‰, der minimale Bogenradius – mit einer Ausnahme – bei 110 m. In La Oroya hatte die Bahn für den Personenverkehr einen eigenen Bahnhof, getrennt von dem der Peruanischen Zentralbahn.

## Anschlussstrecken
Eine Reihe von Bergwerken strebten nach Anschluss an die Bahn. Daraus entstanden folgende Zweig- und Anschlussstrecken, von denen aber einige nur kurze Zeit in Betrieb waren:
- Die Zweigstrecke von Vado nach Malpaso wurde etwa 1930 gebaut und diente vor allem dem Ausbau der Talsperre Malpaso.
- Am Bahnhof Tambo del Sol schloss – zunächst als Schmalspurbahn mit einer Spurweite von 914 mm – die Ferrocarril de Pachitea an. Sie wurde ab 1950 auf Normalspur umgespurt, aber bald danach aufgegeben.

- Am Bahnhof Selby schloss die Ferrocarril des Minas de Huarón an, eine Schmalspurbahn mit einer Spurweite  von 750 mm. Sie ging 1912 in Betrieb und gehörte der französischen Firma Compagnie des Mines de Huarón. Die Strecke führte über 30 km nach San José de Huarón und dann noch 13 km weiter zu den Bergwerken von Huarón, wo Blei, Silber und Zink gewonnen wurde. Es ist möglich, dass der letzte Abschnitt der Strecke zwischen San Jose de Huarón und den Bergwerken ein separater Eisenbahnbetrieb mit einer Spurweite von 500 mm war.[11] Die maximale Steigung betrug 30 ‰[12] oder 40 ‰[9] und es gab fünf Brücken. Die Bahn war 1968 noch in Betrieb.[9]
- Am Bahnhof Ricrán schloss die Ferrocarril Minas Ragras–Ricrán an, eine weitere Schmalspurbahn mit einer Spurweite von 914 mm. Sie wurde 1920[13] oder 1924[12] von der Vanadium Corporation of America eröffnet, der sie gehörte. Die Strecke wies fast keine Krümmungen auf, hatte eine maximale Steigung von 30 ‰ und nur eine größere Brücke über den Rio Blanco. Bemerkenswert an dieser etwa 25 km langen Strecke war, dass sie aus zwei Abschnitten bestand, die nur durch ein etwa 11 km langes Trajekt über den Punrun-See verbunden waren. Der hintere Abschnitt zwischen Bergwerk und See wurde später wohl durch eine Seilbahn ersetzt.[12] Die Strecke war bis mindestens in die Mitte der 1960er Jahre in Betrieb.[14]
- 1903 konzessioniert und am 15. November 1907 eröffnet wurde eine 42 km lange Verlängerung der Strecke ab dem Bahnhof Vista Alegre nach Goyllarisquisga, wo es große Steinkohlevorkommen gab. Die Strecke wurde bis 1929 betrieben und anschließend aufgegeben, das Abbruchmaterial sekundär beim Bau der Zweigstrecke nach Malpaso verwendet.[3]

## Betrieb
Die Strecke wurde nach US-Konventionen betrieben, die Betriebsleitung lag bei US-Amerikanern, die eingesetzten Fahrzeuge kamen fast ausnahmslos aus den USA und auch die meisten Lokomotivführer – ganz im Gegensatz zur Zentralbahn, die eher an britischen Standards orientiert war. Lediglich die letzten fünf 1953 beschafften Dampflokomotiven der Anden-Klasse wurden bei Beyer-Peacock in Großbritannien gebaut, weil Dampflokomotiven damals in den USA schon nicht mehr gebaut wurden. Die Sicherung von Zugfahrten erfolgte durch Fahren im Zeitabstand, einem damals in den USA immer noch weit verbreiteten System.
1941 war die Gesellschaft im Besitz von 17 Dampflokomotiven, 12 Personenwagen und 410 Güterwagen.
Der Personenverkehr war auf der Strecke immer nur von untergeordneter Bedeutung und ist inzwischen eingestellt. Der Personenzug auf der Strecke verkehrte unter der Bezeichnung „Flamingo“. Eingesetzt wurden ursprünglich vierachsige Drehgestellwagen nordamerikanischer Bauart mit Holzaufbauten. Diese wurden später durch Fahrzeuge aus Stahl ersetzt, die gebraucht von der Florida East Cost Railway gekauft wurden.